# Gamma de color

Diagrama cromàtic de l'espai de color corresponent a l'estàndard CIE 1931. La vora externa de la corba és l'espectre, en què es mostren les longituds d'ona en nanòmetres. Cal percebre que la representació del color depèn de l'espai de color del dispositiu de sortida sobre el que es visualitza la imatge i cap dispositiu té una gamma prou àmplia per representar, amb precisió, la cromaticitat de cada posició.

El terme gamma prové del camp de la música. En el context musical significa el conjunt de tons que s'usen per compondre una melodia musical.
En la teoria del color, la gamma de color (també coneguda professionalment com a Gamut) d'un dispositiu, o procés, usat per a la creació d'un color, és la proporció de l'espai de color que es pot representar amb aquest dispositiu o procés, ja que existeixen limitacions físiques d'aquests que els poden impedir mostrar la gamma completa de l'espai de color. També es podria definir com el lloc geomètric dels punts del pla matís -saturació que es poden representar mitjançant un dispositiu o tècnica.

Colors bàsics del model CMYK: cian, magenta, groc i negre.

Generalment, la gamma de color s'especifica en el pla de la gràfica matís-saturació. Molts sistemes poden produir colors amb una àmplia gamma d'intensitats dins de la seva gamma de color. A més, per als sistemes de colors sostractius, com és ara els sistemes usats en la impressió, el rang disponible d'intensitat, en la majoria de les ocasions no té sentit, fora del context de la seva il·luminació.
Quan alguns colors no es poden mostrar dins d'un model particular de color, es diu que aquests són fora de gamma. Per exemple, el vermell pur que pertany al model de color RGB (acrònim anglès de Red Green Blue, és a dir vermell, verd, blau) es troba fora de gamma en el model de color CMYK (Cian Magenta Yellow and Key, cian, magenta, groc i negre).
En el camp de l'enginyeria de reproducció del color, un dispositiu que per si sol és capaç de reproduir, completament, l'espai de color visible és semblant al Sant Graal, ja sigui en una pantalla o en una impressora. Les modernes tècniques permeten fer molt bones aproximacions a la gamma de l'espectre visible, però la complexitat d'aquests sistemes no els fa dispositius pràctics. Que es digui d'un dispositiu que és bastant bo, vol dir que la limitada percepció humana no és capaç de distingir les limitacions o mancances d'aquest, a l'hora de la reproducció del color.
El model de color més convenient per al procés digital d'imatge és el model RGB. La imatge impresa requereix transformar la imatge de l'espai de color original RGB a l'espai de color CMYK perquè en aquest procés els colors RGB són fora de la gamma de l'espai de color CMYK.
Durant aquest procés, els colors RGB que són fora de gamma s'han de convertir, d'alguna manera, en valors aproximats que siguin dins la gamma CMYK.
Hi ha múltiples algorismes de transformació per a la conversió, però no n'hi ha cap de completament perfecte, ja que aquests colors són, simplement, fora dels objectius de les capacitats del dispositiu d'impressió. Lògicament, la capacitat de l'algorisme per efectuar la transformació és una variable crítica per a la qualitat del producte final.